# هلا (کمیک)
هلا (به انگلیسی: Hela) یک شخصیت خیالی ابرشرور است که در کتاب‌های کمیک آمریکایی مارول کامیکس وجود دارد. شخصیت هلا توسط نویسنده استن لی و طراح جک کربی خلق شده است؛ که برای اولین بار، در شمارهٔ ۱۰۲ از مجموعه کمیک سفر به رمز و راز در مارس ۱۹۶۴ معرفی شد. این شخصیت بر اساس ایزدبانوی مرگ هل، در اسطوره‌شناسی اسکاندیناوی خلق شده است. هلا در کامیک‌ها فرزند لوکی اما در دنیای سینمایی مارول فرزند اودین است. او الهه مرگ آسگارد و فرمانروای سرزمین هل‌هایم و نیفل‌هایم است که اغلب به عنوان دشمن شخصیت ابرقهرمان ثور محسوب می‌شود.
اولین حضور این شخصیت در دنیای سینمایی مارول در فیلم ثور: رگناروک (۲۰۱۷) با نقش‌آفرینی کیت بلانشت (خواهر ثور) بود. بلانشت همچنین صداپیشگی نسخه‌های جایگزین این شخصیت را در مجموعه پویانمایی چه می‌شود اگر...؟ بر عهده داشته است.